# Bob Bryan
Robert «Bob» Charles Bryan (født 29. april 1978 i Camarillo, California) er en amerikansk professionel tennisspiller.
Bob Bryan har vundet seksten Grand Slam-titler i double sammen med sin tvillingbror Mike Bryan. I tillæg har han vundet syv Grand Slam-titler i mixeddouble med seks forskellige partnere.

## Grand Slam-titler
- Frankrig French Open:
  - Double herrer 2003 (sammen med Mike Bryan)
  - Mixed double 2008 (sammen med Victoria Azarenka)
  - Mixed double 2009 (sammen med Liezel Huber)
  - Double herrer 2013 (sammen med Mike Bryan)
- USA US Open:
  - Mixed double 2003 (sammen med Katarina Srebotnik)
  - Mixed double 2004 (sammen med Vera Zvonarjova)
  - Double herrer 2005 (sammen med Mike Bryan)
  - Mixed double 2006 (sammen med Martina Navratilova)
  - Double herrer 2008 (sammen med Mike Bryan)
  - Double herrer 2010 (sammen med Mike Bryan)
  - Mixed double 2010 (sammen med Liezel Huber)
  - Double herrer 2012 (sammen med Mike Bryan)
  - Double herrer 2014 (sammen med Mike Bryan)
- Storbritannien Wimbledon:
  - Double herrer 2006 (sammen med Mike Bryan)
  - Mixed double 2008 (sammen med Samantha Stosur)
  - Double herrer 2011 (sammen med Mike Bryan)
  - Double herrer 2013 (sammen med Mike Bryan)
- Australien Australian Open:
  - Double herrer 2006 (sammen med Mike Bryan)
  - Double herrer 2007 (sammen med Mike Bryan)
  - Double herrer 2009 (sammen med Mike Bryan)
  - Double herrer 2010 (sammen med Mike Bryan)
  - Double herrer 2011 (sammen med Mike Bryan)
  - Double herrer 2013 (sammen med Mike Bryan)